# 描寫文
描寫文（英語：description / descriptive writing）是指描寫物件或人物的文章。多數是把一件事物或人深度描寫。描寫或描述是指通过语言生动再现某一场所、物体、个体、群体或其他实体的形象。描寫是四種表達方式之一。

## 描寫對象與手法
外貌描寫：透過描寫人物的外貌刻劃人物。
- 行動（動作）描寫：透過人物的行為和動作的描寫，在話語中反映出人物性格透過描寫人物的心理活動，反映出人物內心的思想和性格。

## 直接描寫
直接描寫的作用是從描寫對象的正面進行描寫，把眼前景物如實寫來。

## 間接描寫
間接描寫是通過其他人物或事件的描繪、敘述或反應，間接烘托主角。
- 正襯法：以描寫其他人物或事物的某些特點，襯托主角更出色的同類型特點。例如在三國演義中以華雄連斬數將的武藝來襯托出斬華雄的關羽擁有更高強的武藝。
- 反襯法：以描寫其他人物或事物的某些特點，襯托主角更出色的相反特點。例如在東施效顰以東施的醜襯托出西施的美。

## 描寫詳略
- 白描：簡略描寫
- 細描：仔細描寫